# Lututów
Lututów  (deutsch Lututow) ist eine Stadt im Powiat Wieruszowski der Woiwodschaft Łódź in Polen. Sie ist Sitz der gleichnamigen Stadt-und-Land-Gemeinde mit 4559 Einwohnern (Stand 31. Dezember 2020).

## Geographie
Die Stadt hat eine Fläche von nahezu 19 Quadratkilometern. Stadtteile sind Dębina, Jesionki, Jeżopole, Młynek, Piaski, Zygmuntów und Żmuda. Nachbarorte sind Popielina, Kopaniny und Niemojew im Norden, Dymki im Osten, Dobrosław, Łęki Małe und Siedliska im Süden sowie Ostrycharze und Augustynów im Westen. Bis auf Siedliska in der Landgemeinde Sokolniki gehören die Dörfer alle zur Ortsgemeinde.

## Geschichte
1303 wurde Lutold de Weruchs urkundlich erwähnt, ein Ritter aus Schlesien und wahrscheinlich der Stammvater der Familie Wieruszowski, die in Großpolen im Jahr 1337 erstmals erwähnt wurde. Der Sitz der Familie war in Wieruszów, zu ihren Gütern gehörten viele Orte im Weluner Land, darunter Lututów. Den Bemühungen von Bieniasz Wierusz verdankt „Lutuldisthat“ (Lutoldsstadt) die Gründung der Pfarrei im Erzbistum Gnesen im Jahr 1406. König Władysław II. Jagiełło gestattete der Stadt am 7. April 1407 Messen und Märkte abzuhalten. Das „Lututowskiej Księdze Metrykalnej” verzeichnet zu Beginn des 17. Jahrhunderts 24 Metzgereien, 20 Bäcker, 20 Schuhmacher und 24 Tuchmacher.
Der besitzanzeigende Ortsname ist vom in der Familie Wieruszowski etablierten deutschen Personennamen Lutold (Lutolt, Lütold) abgeleitet, ursprünglich mit dem Suffix -stadt, polonisiert zunächst als Lutołtów, danach durch Änderung o > u und die Vereinfachung łt > t zu Lututów wurde.
Die Entwicklung der Städte im Land Wieluń wurde durch die Kriege des 17. und 18. Jahrhunderts gestoppt. Für Lututów bedeutete dies Brände, Einquartierungen und Epidemien. Das Jahr 1720 gilt als Datum des Verlustes der Stadtrechte. Nach der zweiten Teilung des polnischen Staates kam die Stadt 1793 zum Königreich Preußen, 1806 zum Herzogtum Warschau und 1815 wieder zum Königreich Polen, bis „Kongresspolen“ 1831 in das Russische Zarenreich eingegliedert wurde.
In dieser Zeit unternahm der Eigentümer Lututóws, Alojzy Prosper Biernacki (1778–1854), den Versuch, die Stadtrechte zurückzuerhalten. Daneben gründete er 1817 die erste Landwirtschaftsschule im Königreich Polen. Die Niższą Szkołę Rolniczą hatte damals 60 Schüler. Dem nächsten Eigentümer, Stanisław Biernacki gelang es 1843 die Stadtrechte wiederherzustellen, gleichzeitig erhielt die Stadt das Recht 110 Märkte im Jahr abzuhalten.

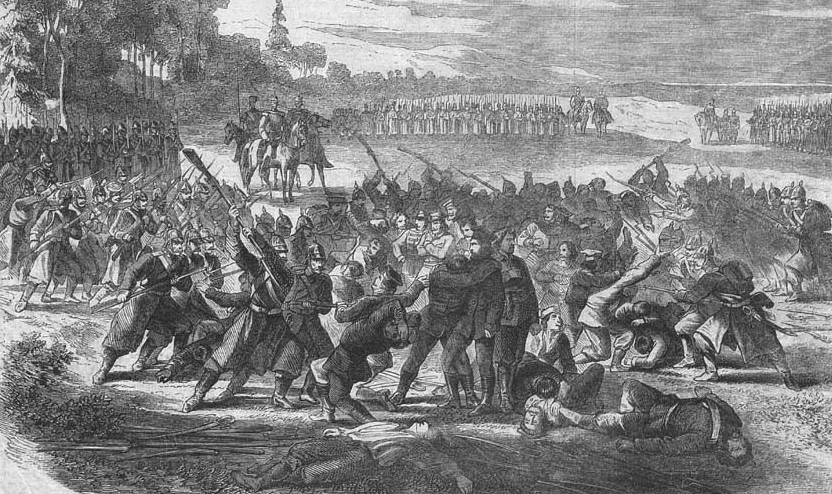
Schlacht von Lututów 1863

Am 15. Juni 1863 fand in der Nähe eines der größten Gefechte des Januaraufstands statt. Der zaristischen Armee mit 1630 Mann standen 250 Aufständische unter dem Befehl von Antoni Korotyński gegenüber. Nur drei wurden gefangen genommen, 46 schwer verwundete Aufständische wurden in Lututów versorgt und die 64 Gefallenen in einem gemeinsamen Grab auf dem Friedhof beigesetzt. Als Folge des Aufstands wurden allen Städte der Region mit Ausnahme Wieluńs die Stadtrechte entzogen. Lututów hat diese erst nach 150 Jahren wiedererlangt. Die Freiwillige Feuerwehr wurde 1903 gegründet. Seitdem begleitet deren Blaskapelle alle größeren Veranstaltungen.
Nach dem Ende des Ersten Weltkrieges kam Lututów 1918 an die wieder unabhängige Zweite Polnische Republik. Nach dem Überfall auf Polen kam die Stadt 1939 zum Reichsgau Wartheland und erhielt den Namen Landstett. Diese wurde 1943 in Landstätt umbenannt und gehörte zum Landkreis Welun. Nach dem Ende des Zweiten Weltkrieges erhielt sie ihren ursprünglichen Namen wieder.
Die landwirtschaftliche Schule wurde aufgrund ihrer sehr guten Ausstattung 1998 eine Zweigstelle der Landwirtschaftlichen Universität Breslau 2006. Nachdem diese 2006 Naturwissenschaftliche Universität (Uniwersytet Przyrodniczy) bedeuteten strukturelle Veränderungen das Ende der Zusammenarbeit.

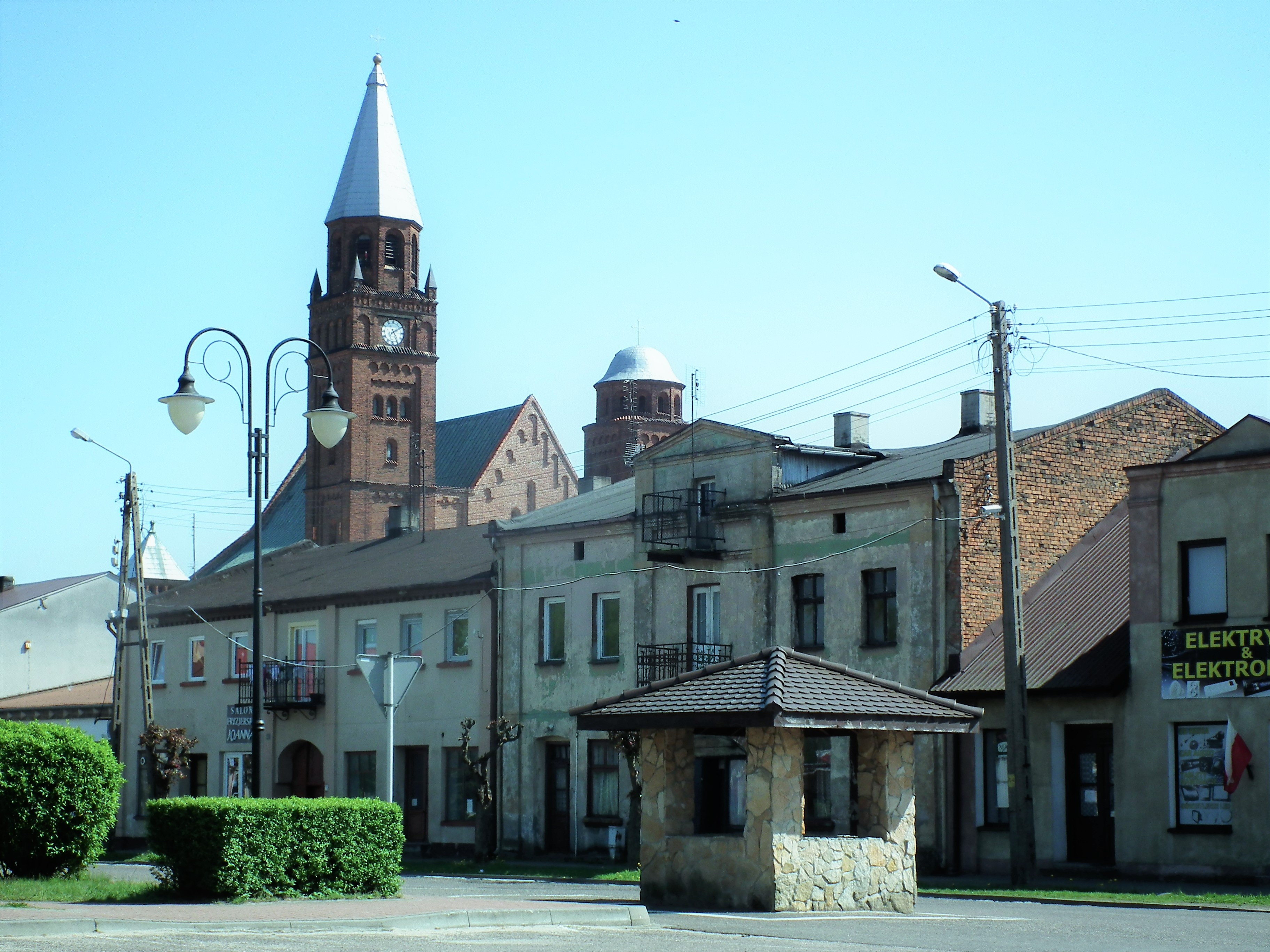
Marktplatz der Stadt

Zum 1. Januar 2020 erhielt Lututów die 1870 entzogenen Stadtrechte zurück und die Gemeinde bekam ihren derzeitigen Status. Bürgermeister (Burmistrz) der Gemeinde ist Marek Pikuła. Bei den Kommunalwahlen 2014 und 2018 wurde er zum Wójt der ehemaligen Landgemeinde gewählt.

## Gemeinde
Zur Stadt-und-Land-Gemeinde (gmina miejsko-wiejska) Lututów mit einer Fläche von 75,1 km²
gehören neben der Stadt selbst 18 Dörfer mit einem Schulzenamt (sołectwo) und einige kleine Siedlungen.

## Sehenswürdigkeiten

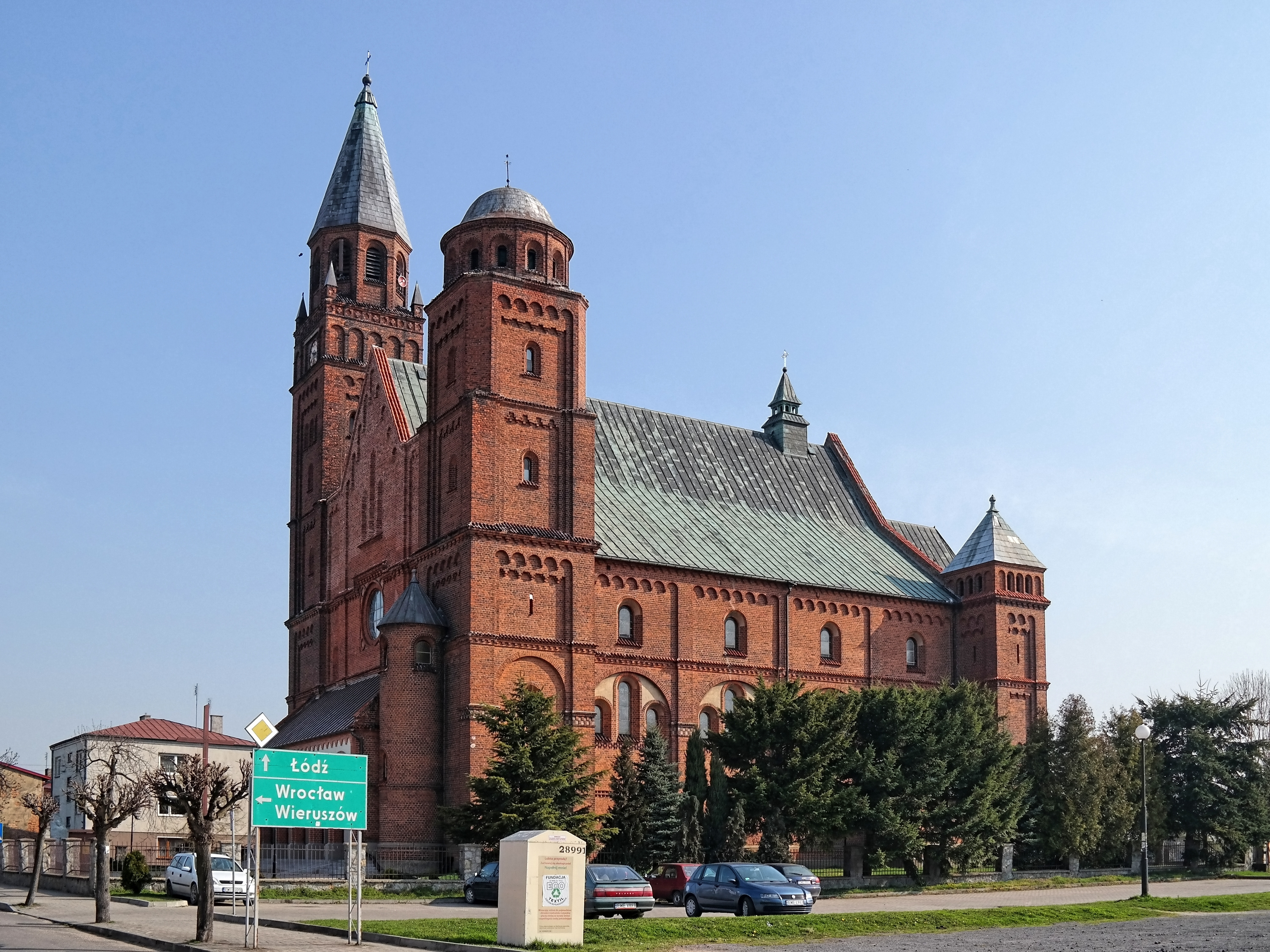
Pfarrkirche

- Die Pfarrkirche St. Peter und Paul wurde 1902 entworfen und bis 1917 errichtet. Sie steht seit 1981 unter Denkmalschutz.[6]
- Das Gutsanwesen mit Herrenhaus von 1934 und Park wird heute als Landwirtschaftsschule genutzt.
- Die Synagoge aus der Mitte des 19. Jahrhunderts wurde zu einem Kino umgebaut.
- Der jüdische Friedhof wurde zu gleicher Zeit angelegt. Von den Nazis verwüstet, sind keine Mazewa mehr vorhanden.
- Am Rande des Waldes Koziołek erinnern seit 1993 zwei große Kreuze und Felsen und ein Gedenkstein an das Gefecht von 1863.

## Verkehr
Durch das Stadtgebiet führt die Woiwodschaftsstraße DW482 von der Woiwodschaftshauptstadt Łódź nach Kępno (Kempen) und Bralin in der Woiwodschaft Großpolen. Im Süden der Gemeinde verläuft die Schnellstraße S8.
Die nächste Bahnstation ist die Kreisstadt Wieruszów – bzw. Czastary (Józefów) ohne Personenverkehr – an der Bahnstrecke Herby–Oleśnica. Łódź ist der nächste internationale Flughafen.

## Persönlichkeiten
- Der Marineoffizier Aleksander Pawelec (1915–2019), einer der Helden von der Oxhöfter Kämpe, wurde zum Ehrenbürger von Lututów und Wejherowo ernannt. Er ist im Stadtteil Żmuda geboren.
- Zbigniew Czarnuch (1930–2024), Publizist und Georg-Dehio-Kulturpreisträger.